# Balthasar Neumann
Johann Balthasar Neumann (27. ledna 1687 Cheb – 19. srpna 1753 Würzburg) byl německý barokní architekt. Mezi jeho díla patří Vierzehnheiligen, několik kostelů ve Würzburgu a Schönbornská kaple würzburské katedrály.

## Život
Narodil se v Chebu v západních Čechách. V roce 1711 se přestěhoval do Würzburgu a stal se v roce 1717 patronem rodu Schönbornů. Postavil zde biskupský residenční palác z této rodiny nazývaný Residenz. Pro rodné město Cheb navrhl přestavbu věží kostela sv. Mikuláše.
Johann Balthasar Neumann zemřel Würzburgu také zemřel 19. srpna 1753.
Jeho portrét se mimo jiné nachází na původní padesátimarkové bankovce, kde je zobrazen spolu se známým schodištěm Würzburské rezidence.

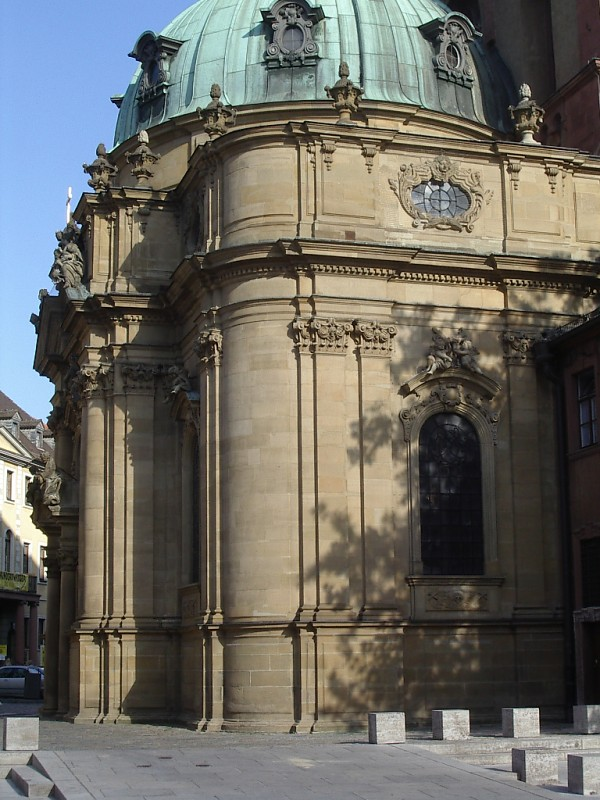
Schönbornská kaple katedrály ve Würzburgu

### Související články

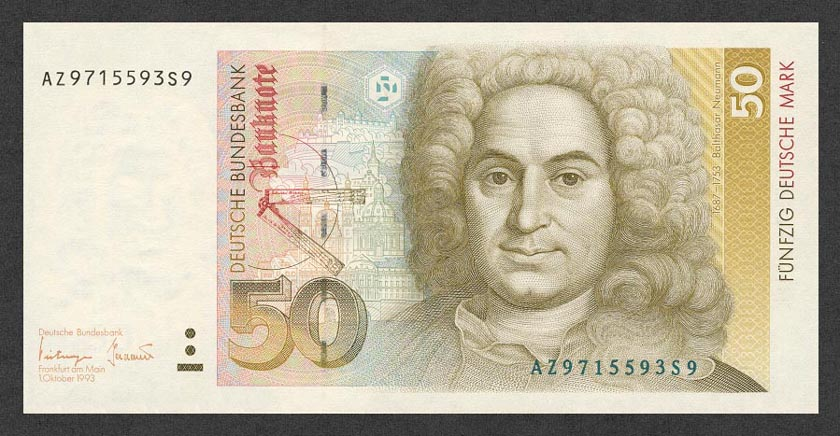
Padesátimarková bankovka s Neumannovým portrétem